# The Vanguard Group
The Vanguard Group, Inc. é a maior gestora de fundos de investimento do mundo e o segundo provedor de ETFs (fundos cotados) após iShares, companhia de BlackRock.

## Tipos de produtos
Vanguard oferece duas classes na maioria de seus fundos: investor shares e admiral shares. Os admiral shares têm despesas baixas mas requerem de investimentos mais elevados, dentre dez mil e cem mil dólares por fundo.

## Conselho de Administração
Junto ao presidente e diretor geral F. William McNabb III, formam o Conselho de administração do Grupo Emerson
Fullwood (antigo vice-presidente de Xerox)
Rajiv L. Gupta
Amy Gutmann (antigo Director Geral de Rohm and Haas)
Joann Heffernan Heisen (antigo vice-presidente de Johnson & Johnson)
F. Joseph Loughrey (antigo Director Geral de Cummins)
André F. Perold
Alfred M. Rankin
Jr. (Diretor Geral de Nacco)
Peter F. Volanakis (antigo Direcor Geral de Corning).

## Retiro de John "Jack" Bogle
O fundador de Vanguard, Jack Bogle, retirou-se de como  presidente em 1999 quando atingiu a idade de aposentação obrigatória dentro da companhia (70 anos) e foi sucedido por John J. ("Jack") Brennan.
Em fevereiro de 2008, F. William McNabb III converteu-se em presidente e em agosto de 2008, converteu-se em Conselheiro Delegado. Os dois sucessores de Bogle ampliaram a oferta de Vanguard para além dos fundos indexados de investimento passivo preferidos por Bogle, e ampliaram carteira tanto aos ETF como aos fundos de investimento ativo.
Em julho de 2017, anunciou-se que McNabb seria substituído como diretor executivo pelo diretor de investimentos Mortimer J. Buckley, a partir de 1 de janeiro de 2018. McNabb permanece na companhia como presidente.

## Atividade no mundo
The Vanguard Group investe em grandes companhias dos cinco continentes, entre as que destacam:

### Estados Unidos
- Amazon (6,20%)
- Coca-Cola (6,83%)[4]
- Twitter (10,3%)[5]
- PepsiCo
- Microsoft
- Time Warner
- Ferrari[6]
- Apple (7.36%)[7]
- Bank of America
- JP Morgan
- Wells Fargo
- Citigroup
- Monsanto
- Goldman Sachs
- Exxon Mobil
- Johnson & Johnson
- Ford
- Pfizer
- Mc Donald's
- Uber
- The Walt Disney Company